# Knut Görich

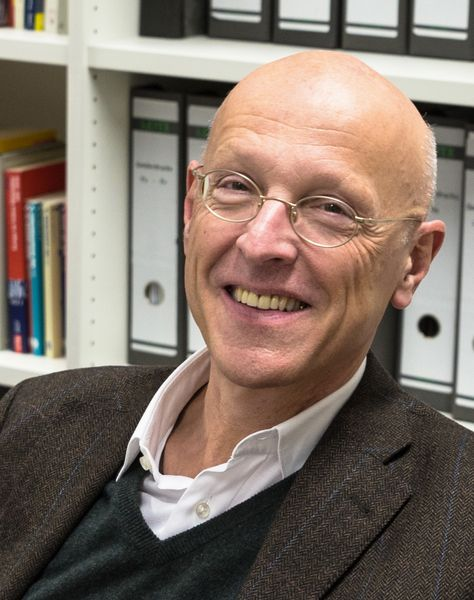
Knut Görich, aufgenommen von Ernst-Dieter Hehl im Jahr 2017

Knut Görich (* 30. Oktober 1959 in Stuttgart) ist ein deutscher Historiker für mittelalterliche Geschichte. Er lehrte von 2001 bis 2024 als Professor für Geschichte des Früh- und Hochmittelalters an der Ludwig-Maximilians-Universität München. Sein Forschungsinteresse gilt dem Zeitalter der Ottonen und Staufer, der früh- und hochmittelalterlichen Geschichtsschreibung, den Formen der Kommunikation und Interaktion im Mittelalter und der Kulturgeschichte des Politischen. Görich zählt zu den führenden Experten für den staufischen Herrscher Friedrich Barbarossa.

## Leben und Wirken
Knut Görich legte 1978 das Abitur in Leonberg ab. Es folgte der Wehrdienst. Anschließend studierte Görich Geschichte und Germanistik an der Universität Tübingen und an der Universität La Sapienza in Rom. 1988 legte er sein Erstes Staatsexamen ab. Seine bei Tilmann Schmidt entstandene Staatsexamensarbeit verfasste er über die Berater- und Gesandtentätigkeit Dietrichs von Silve-Benite im Umfeld von Friedrich Barbarossa. Im Jahr 1992 wurde er bei Harald  Zimmermann in Tübingen über das Thema Otto III. Romanus Saxonicus et Italicus. Kaiserliche Rompolitik und sächsische Historiographie promoviert. Seine Habilitation erfolgte im Jahr 2000 unter Wilfried Hartmann in Tübingen mit einer Arbeit über Die Ehre Friedrich Barbarossas. Die Darstellung gilt als einer „der wichtigsten Marksteine der modernen Stauferforschung“. 2004 wurde ihm dafür der Wissenschaftspreis der Stauferstiftung Göppingen verliehen. Nach seiner Ernennung zum Privatdozenten übernahm Görich im Wintersemester 2000/2001 eine Lehrstuhlvertretung an der Universität Mannheim. Vom Wintersemester 2001/02 bis zu seinem Ruhestand im April 2024 lehrte Görich als Nachfolger von Stefan Weinfurter als Professor für Geschichte des Früh- und Hochmittelalters an der Universität München. Seit 2014 ist Görich ordentliches Mitglied der Philosophisch-historischen Klasse der Bayerischen Akademie der Wissenschaften.
Seine Forschungsschwerpunkte sind die Zeit der Ottonen und der Staufer, die früh- und hochmittelalterliche Geschichtsschreibung, die Formen der Kommunikation und Interaktion im Mittelalter sowie die „politische“ Mentalität. In seiner Dissertation über Otto III. kam er zu zahlreichen neuen Einschätzungen zu Ottos Rom- und Kaiserpolitik. Nach Görichs Analyse der Geschichtswerke (Brun von Querfurt, Vita Bernwardi, Thietmar von Merseburg, Quedlinburger Annalen und Hildesheimer Annalen) ist die Vorstellung einer spezifisch sächsischen Romabneigung fragwürdig. Diese Regungen erwuchsen vielmehr aus innersächsischen Adelsgruppenrivalitäten. Er äußerte sich kritisch zu der von Percy Ernst Schramm vertretenen Vorstellung eines „römischen Erneuerungsgedankens“ als die eigentliche politische Antriebskraft des Kaisers. Görich sieht vielmehr kirchenreformerische Ambitionen (Befreiung des Papsttums aus innerrömischen Machtkämpfen oder Klosterreformversuche) als handlungsleitend an.
Görich arbeitete über die Ehre als Ordnungsvorstellung in staufischer Zeit (Honor Imperii). In seiner 2001 veröffentlichten Habilitationsschrift fragte er danach, „ob verletzte Ehre für Friedrich Barbarossa und seine Zeitgenossen ebenso handlungsmotivierend war wie die uns heute eher zugänglichen politischen oder finanziellen Sachzwänge“. Er machte in der „unbedingten Wahrung des honor imperii“ die wesentliche „handlungsleitende Vorstellung“ im Herrschaftsverhalten Friedrich Barbarossa aus. In seiner Habilitationsschrift untersuchte er die Konflikte mit den Salzburger Bischöfen im Schisma (S. 58–91), mit den Päpsten Hadrian IV. und Alexander III. (S. 92–185) und mit den lombardischen Städten zwischen 1153 und 1183 (S. 186–302). Die weiteren Kapitel über Rechtssetzung und Gerichtsbarkeit sowie den Zusammenhang von Geld und Ehre sind stärker systematisch orientiert. Görich untersuchte in einem 2006 veröffentlichten Beitrag die staufische Politik in Italien unter dem Aspekt des honor imperii et imperatoris.
Über die Staufer veröffentlichte er 2006 die Überblicksdarstellung Die Staufer. Herrscher und Reich, die 2019 in vierter Auflage erschien. Im September 2011 veröffentlichte er eine Biographie des staufischen Kaisers Friedrich Barbarossa. Die Barbarossa-Biographie gilt als Standardwerk und erschien 2023 in italienischer Übersetzung. Im Jahr 2022 erschien von Görich eine knappe Einführung zu Friedrich Barbarossa. Er befasste sich in seinen Beiträgen mehrmals kritisch mit der Vereinnahmung Barbarossas durch ältere national gefärbte Erzählungen. Seine Forschungen versteht Görich als Beitrag zu einer „Kulturgeschichte des Politischen“.
Seit März 2012 ist Görich Präsident der Gesellschaft für staufische Geschichte in Göppingen. Im März 2013 fand im thüringischen Altenburg eine Tagung statt. Dabei standen die unmittelbar zeitgenössischen bildlichen Darstellungen des staufischen Kaisers Friedrich I. Barbarossa im Fokus. Die 19 Beiträge wurden von Görich und Romedio Schmitz-Esser 2014 in einem Sammelband herausgegeben. Das Ziel von Tagung und Sammelband war „eine Zusammenschau der frühesten bildlichen Darstellungen des 1190 auf dem Dritten Kreuzzug verstorbenen Stauferkaisers Friedrich I. Barbarossa“. Görich befasste sich dabei mit dem Barbarossarelief im Kreuzgang von St. Zeno in Bad Reichenhall. Er kam zum Ergebnis, „daß das Relief als Visualisierung des kaiserlichen Schutzes für St. Zeno gedacht war, durch die inschriftliche Individualisierung des Herrscherbildnisses aber auch als Memorialbild fungierte“.
Görich gab 2017 zusammen mit Romedio Schmitz-Esser und Jochen Johrendt einen Sammelband einer im Dezember 2015 im Deutschen Studienzentrum in Venedig abgehaltenen Tagung heraus. Dabei sollten am Beispiel Venedigs die „Themenbereiche des adventus und die Herrscherbegegnung“ im Sinne „einer neuen Kulturgeschichte des Politischen“ behandelt werden. Anders als die traditionelle Politikgeschichte standen weniger politische Ideen und vermeintlich objektive Machtstrukturen, sondern symbolische Repräsentation und deren Wahrnehmung im Vordergrund. Görich befasste sich dabei mit dem Besuch Kaiser Ottos III. im Jahre 1001. Auf einer in Brünn veranstalteten Tagung wurden 2017 die politischen Bindungen zwischen Friedrich Barbarossa und den böhmischen, polnischen und ungarischen Königen und Herzögen hinterfragt. Die Tagungsergebnisse von deutschen, polnischen, tschechischen und ungarischen Historikern wurden 2019 von Görich und Martin Wihoda in einem Sammelband veröffentlicht. In den Beiträgen geht es vor allem um die Suche nach einer dem 12. Jahrhundert angemessenen Interpretation der interpersonalen Beziehungen in Ostmitteleuropa und einer geeigneten Terminologie für die Beschreibung und Erklärung dieses Verhältnisses. Die wichtigste Erkenntnis des Sammelbandes ist, dass „das Lehnswesen nicht als Bindemittel der politischen Beziehungen zwischen Friedrich Barbarossa und den ostmitteleuropäischen Fürsten gedient hat“. Er gab die Ergebnisse einer Tagung zum Cappenberger Kopf 2022 in einem Sammelband gebündelt heraus.

## Schriften (Auswahl)
Monographien
- Friedrich Barbarossa. Der erste Stauferkaiser. Beck, München 2022, ISBN 978-3-406-78197-1.
- Friedrich Barbarossa. Eine Biographie. Beck, München 2011, ISBN 978-3-406-59823-4.
- Die Staufer. Herrscher und Reich. 4., durchgesehene und aktualisierte Auflage. Beck, München 2019, ISBN 978-3-406-73805-0.
- Die Ehre Friedrich Barbarossas. Kommunikation, Konflikt und politisches Handeln im 12. Jahrhundert. Wissenschaftliche Buchgesellschaft, Darmstadt 2001, ISBN 3-534-15168-2 (zugleich: Habilitationsschrift, Universität Tübingen 2000; Rezension in H-Soz-Kult).
- Otto III. Romanus Saxonicus et Italicus. Kaiserliche Rompolitik und sächsische Historiographie (= Historische Forschungen. Bd. 18). 2., unveränderte Auflage. Thorbecke, Sigmaringen 1995, ISBN 3-7995-0467-2 (zugleich: Dissertation, Universität Tübingen 1992).

Herausgeberschaften
- mit Martin Wihoda: Herrschen und (Nicht-) Entscheiden. Politisches Handeln im Reich und Ostmitteleuropa des 12. Jahrhunderts. Böhlau, Köln 2024, ISBN 978-3-412-53004-4.
- Cappenberg: 1122–2022. Der Kopf, das Kloster und seine Stifter. Schnell & Steiner, Regensburg 2022, ISBN 978-3-7954-3612-4.
- mit Jochen Johrendt, Romedio Schmitz-Esser: Venedig als Bühne. Organisation, Inszenierung und Wahrnehmung europäischer Herrscherbesuche (= Studi. Schriftenreihe des Deutschen Studienzentrums in Venedig. Bd. 16). Schnell & Steiner, Regensburg 2017, ISBN 978-3-7954-3222-5.
- mit Martin Wihoda: Friedrich Barbarossa in den Nationalgeschichten Deutschlands und Ostmitteleuropas (19.–20. Jh.). Böhlau, Köln 2017, ISBN 3-412-50454-8.
- mit Romedio Schmitz-Esser: Barbarossabilder. Entstehungskontexte, Erwartungshorizonte, Verwendungszusammenhänge. Schnell & Steiner, Regensburg 2014, ISBN 978-3-7954-2901-0.
- mit Jan Keupp, Theo Broekmann: Herrschaftsräume, Herrschaftspraxis und Kommunikation zur Zeit Friedrichs II. (= Münchner Beiträge zur Geschichtswissenschaft. Bd. 2). Herbert Utz Verlag, München 2008, ISBN 978-3-8316-0756-3.